# Nizina Środkowomazowiecka

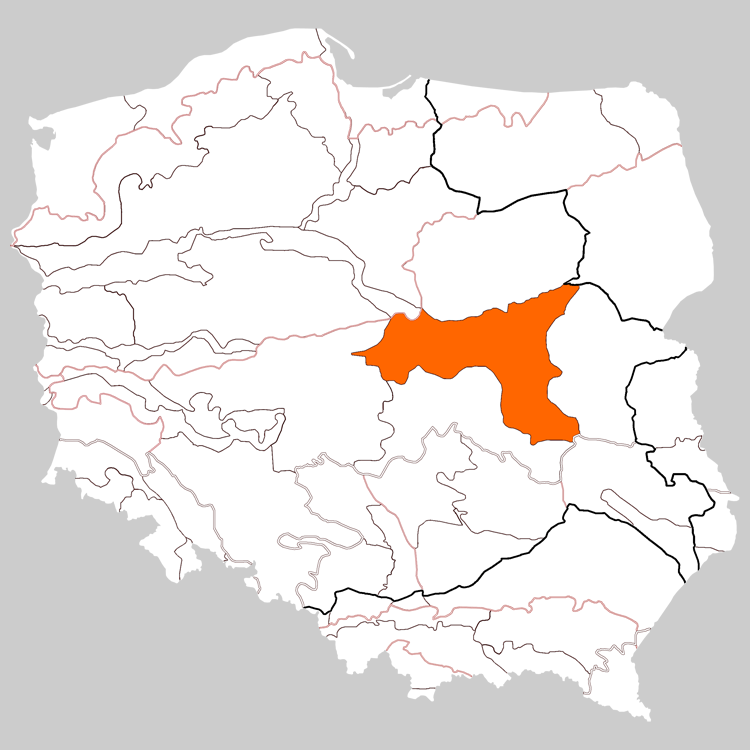
Lage der Region Nizina Środkowomazowiecka in Polen

Die Nizina Środkowomazowiecka (deutsch: Mittelmasowische Tiefebene) mit der Nummer 318.6 in der Geomorphologischen Einteilung Polens ist eine Makroregion im nördlichen Polen. Sie gehört zur Metaregion Pozaalpejska Europa Środkowa.

## Geographie
Die wichtigsten Städte auf der Nizina Środkowomazowiecka sind:
- Warschau
- Kutno
- Łowicz
- Wołomin
- Garwolin

## Unterteilung
1. Równina Łowicko-Błońska
2. Kotlina Warszawska
3. Dolina Dolnego Bugu
4. Dolina Środkowej Wisły
5. Równina Warszawska
6. Równina Kozienicka
7. Równina Wołomińska
8. Równina Garwolińska

## Nachweise
- Jerzy Kondracki: Geografia regionalna Polski. Warszawa: Wydawnictwo Naukowe PWN, 2000, S. 39.